# Domonkos István (költő)
Domonkos István, Domonkos Domi István (Ókér, 1940. augusztus 7. – 2024. november 7.) József Attila-díjas vajdasági magyar író, költő. Diósi Illés álnéven is írt.

## Élete
Ókéren született és Jugoszláviában nőtt fel. A szabadkai tanítóképzőben tanult és az 1960-as években Tolnai Ottóval és másokkal együtt a vajdasági magyar irodalom kiemelkedő műhelye, az akkor induló Új Symposion köréhez tartozott. Irodalmi tevékenysége mellett az Újvidéki Rádió dzsessz-zenésze volt. 1973 és 1978 között a Képes Ifjúság című hetilap munkatársa volt. 1979 óta Svédországban élt, ahová svéd feleségét követte.
Legjelentősebb művének Kormányeltörésben című versét tartják, amelyet elemzői a huszadik századi magyar költészet legfontosabb alkotásai közé sorolnak.

## Művei
- Rátka; Forum, Novi Sad, 1963 (Symposion könyvek)
- 1968 Mao-poe (versek, Tolnai Ottóval közösen, a Híd című lap mellékletében)
- 1968 Valóban mi lesz velünk (versek, Tolnai Ottóval közösen, az Új Symposion mellékletében)
- 1969 A kitömött madár (regény)
- 1970 Via Italia (ifjúsági regény)
- 1971 Áthúzott versek (versek)
- 1974 Redőny (riportok)
- 1976 Tessék engem megdicsérni!
- Tessék engem megdicsérni!; 2. bőv. kiad.; Forum, Újvidék, 1980
- Önarckép novellával. Novellák; Forum, Újvidék, 1986
- Kormányeltörésben. Válogatott versek, 1958–1994; Ister, Budapest, 1998 (Ister kortárs írók)
- Domokos István–Fehér Kálmán–Tolnai Ottó: Dolerony; Forum, Újvidék, 2005
- Yu-Hu-Rap (költemény, Kaiser Ottó fotóillusztrációival, a szerző neve Domonkos Domi Istvánra változott); Noran, Budapest, 2008
- Domi-dalok. Verseskötet CD-melléklettel; VMMI, Zenta, 2012 (VersZene) + CD
- Allegro bajbajó. Kötetek könyve; Forum, Újvidék, 2015
- Kormányeltörésben; Országos Idegennyelvű Könyvtár–Napkút, Budapest, 2015

### Műveinek utóélete
A Veszprémben megjelenő Ex Symposion 1994-ben teljes terjedelemben neki szentelte október–decemberi számát.
Hordozható haza címmel 2006-ban Kalapáti Ferenc és Bollók Csaba portréfilmet készített róla.
Verseit a szabadkai Népszínházban monodrámaként adaptálták színpadra 1977-ben, ill. az Újvidéki Színművészeti Akadémián 1998-ban, majd 2009-ben az Újvidéki Színház és az Újvidéki Színművészeti Akadémia közös produkciójában, melyet "Tavasz – Hős kis ibolyák" címmel állítottak színpadra.
2011-ben Igor és Ivan Buharov forgat filmet Domonkos verséből inspirálódva Kormányeltörésben címmel.

## Díjai
- 1969 Híd-díj
- 1973 A kritikusok díja
- 2011 József Attila-díj